# Thống Nhất (Biên Hòa)
Thống Nhất is een phường van Biên Hòa, de hoofdstad van de provincie Đồng Nai.